# Vytržení

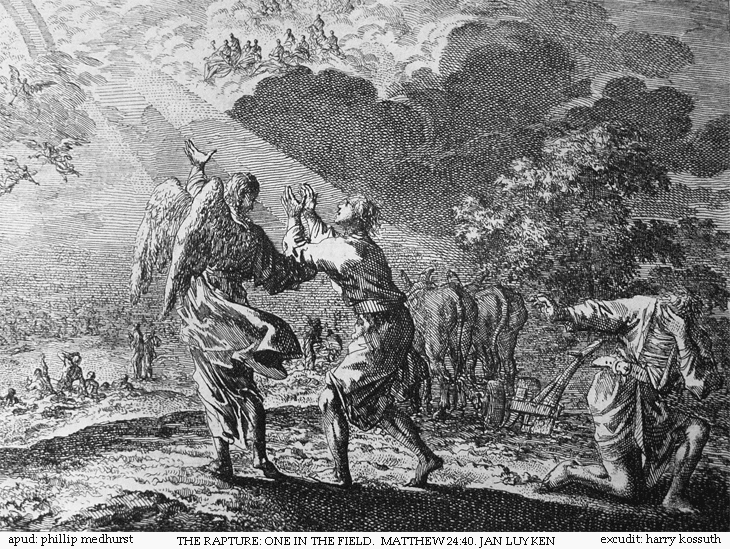
Vytržení

Vytržení (uchvácení, vtržení) je termín v křesťanské eschatologii, který ukazuje k termínu „být uchvácen“, o čemž se mluví v 1. Tesalonickým 4:16-17, kdy „mrtví v Kristu“ a „my, kdo žijeme“ budeme „uchváceni do oblak“ abychom se „setkali s Pánem“.

## Dvojí užití termínu vytržení
Termín vytržení je používán nejméně ve dvou významech:
- V pretribulačním pohledu bude část lidí ponechána na zemi a jiná část ji doslovně opustí „aby se setkala s Pánem v ovzduší“. To je nyní nejužívanější použití termínu, zvláště mezi „fundamentalistickými“ křesťany v USA.[1]
- Další, starší, užití termínu v církevních dějinách je jednoduše synonymum konečného vzkříšení, bez toho, že by byla část lidí zanechána na zemi, aby zažila období soužení po události popsané v 1. Tesalonickým 4:16-17. Tento rozdíl je důležitý, protože někteří křesťané se s tímto termínem ve svém křesťanském vzdělání nikdy nesetkají, ale mohou užívat starší a rozšířenější význam slova vytržení, ukazující k tomu, co se stane při všeobecném vzkříšení.[2]

## Kristův druhý příchod
Římští katolíci, ortodoxní křesťané, luteráni a reformovaní věří ve vytržení jen ve smyslu všeobecného posledního vzkříšení, které nastane ve chvíli, kdy se Kristus vrátí. Nevěří, že část lidí bude zanechána na zemi, aby prožila období velkého soužení po události popsané v 1 Tesalonickým 4:16-17.
Autoři, kteří rozšířili pohled, že vytržení nastane před dobou velkého soužení, žili v moderní době v 19. století. Nejvýznamnější byli od 30. let 19. století Plymouthští bratři, z nichž nejvýraznější byl John Nelson Darby. Na začátku 20. století bylo toto učení šířeno velmi rozšířeným biblickým komentářem Cyruse Scofielda s názvem Scofield Reference Bible. Toto učení je též nazýváno dispenzacionalismus.